# Mahmud di Pahang
Paduka Sri Baginda Sultan Mahmud Shah ibni al-Marhum Sultan Sir Ahmad Mua'azzam Shah (Pekan, 4 febbraio 1868 – Kuala Pahang, 19 giugno 1917) è stato sultano di Pahang dal 1914 al 1917.

## Biografia
Tun Mahmud nacque nel palazzo reale di Pekan il 4 febbraio 1868 ed era il figlio maggiore del sultano Ahmad al-Muadzam Shah e della sua seconda moglie Che' Ungku Pah binti al-Marhum Dato' Temenggong Sri Maharaja Tun Ibrahim. Venne educato privatamente.
Nel 1889 entrò nel Consiglio di Stato e il 22 luglio di quell'anno venne nominato dal padre regnante ad interim con il titolo di Pemangku Raja. L'11 ottobre 1891 venne nominato erede apparente con il titolo di Yang Teramat Mulia. Il 24 maggio 1897 presso l'Istana Pantai di Pekan Lama ricevette il titolo di Tengku Besar. Il 13 aprile 1909 venne nominato reggente e gli furono delegati i poteri esecutivi e amministrativi a causa dell'età avanzata del padre. Alla morte di quest'ultimo, il 29 maggio 1914, venne proclamato sultano presso il Kota Istana Sri Terentang di Pekan.
Si sposò tre volte ma non ebbe figli.
La sua salute cagionevole gli precluse di prendere parte attiva negli affari dello Stato fin da poco dopo la sua ascesa al trono.
Morì all'Istana Sri Terentang di Kuala Pahang il 19 giugno 1917.